# Liponeura buresi
Liponeura buresi is een muggensoort uit de familie van de Blephariceridae. De wetenschappelijke naam van de soort is voor het eerst geldig gepubliceerd in 1934 door Komarek & Vimmer.